# Кии (проток)
 Тази статия е за протока.  За полуострова вижте Кии (полуостров).  
Кии (на японски: 紀伊水道, Kii-suidō) е проток между японските острови Хоншу (полуостров Кии) на изток и Шикоку на запад, съединяващ Вътрешно Японско море на север с Тихия океан на юг. Остров Авадзи го затваря от север, като на запад от него протокът Наруто го свързва с Вътрешно Японско море, а на изток чрез по-широк проток се свързва със залива Осака. Ширината му варира от 34 km (между носовете Гамода на остров Шикоку и Хиномисаки на полуостров Кии) до 55 km. Дължината му е около 50 km, средната дълбочина – 56 m, а максималната – до 74 m. От изток (от полуостров Кии) в него се влива река Кинокава, а от запад (от остров Шикоку) – реките Йосино и Нака. През него преминават силни приливно-отливни течения със скорост до 17 km/h. На източното му крайбрежие са разположени големите градове и пристанища Вакаяма, Кайнан, Арита и Юаса, а на западното – Наруто, Токушима, Комацушима и Анан.